# رابرت کوشمن
رابرت کوشمن (انگلیسی: Robert E. Cushman Jr.; ۲۴ دسامبر ۱۹۱۴ – ۲ ژانویهٔ ۱۹۸۵) سیاست‌مدار و ژنرال سپاه تفنگداران دریایی ایالات متحده آمریکا بود، که در فاصله سال‌های ۱۹۷۲ تا ۱۹۷۵ به‌عنوان بیست و پنجمین فرمانده سپاه تفنگداران دریایی فعالیت می‌کرد و از ۱۹۶۹ تا ۱۹۷۱ قائم‌مقام مدیر سازمان سیا بود.
کوشمن فعالیت نظامی را از سال ۱۹۳۵ در سپاه تفنگداران دریایی آمریکا آغاز کرد، از ۱۹۶۱ تا ۱۹۶۲ فرماندهی لشکر ۱ تفنگداران دریایی را برعهده داشت، از ۱۹۶۲ تا ۱۹۶۴ فرمانده لشکر ۳ تفنگداران دریایی بود، از ۱۹۶۴ تا ۱۹۶۶ به‌عنوان فرمانده لشکر ۴ تفنگداران دریایی فعالیت می‌کرد، از ۱۹۶۶ تا ۱۹۶۷ فرماندهی لشکر ۵ تفنگداران دریایی را برعهده داشت و از ۱۹۶۷ تا ۱۹۶۹ فرمانده نیروی سوم تفنگداران دریایی اعزامی بود.